# The Witcher (série télévisée)
Pour les articles homonymes, voir The Witcher.
Production
Diffusion
Chronologie
The Witcher : L'Héritage du sang
The Witcher est une série télévisée de fantasy médiévale américaine, créée par Lauren Schmidt Hissrich et diffusée depuis le 20 décembre 2019 sur la plate-forme Netflix. Il s’agit d'une libre adaptation de la saga littéraire polonaise Le Sorceleur, écrite par Andrzej Sapkowski.
Il met en vedette Henry Cavill, Anya Chalotra et Freya Allan. La première saison est basée sur Le Dernier Vœu et L'Épée de la providence, une collection d'histoires courtes qui précèdent la saga principale de Witcher. La première saison est un ensemble de nouvelles qui ont façonné les trois personnages principaux, avant leurs premières rencontres les uns avec les autres et qui se déroule donc avant la vraie saison, la deuxième.
Une deuxième saison a été annoncée le 9 juillet 2021 puis est sortie le 17 décembre 2021 ; la troisième saison a été annoncée le 4 avril 2022. En octobre 2022, Netflix annonce le lancement d'une quatrième saison. L’acteur Henry Cavill n’en fera pas partie.

## Synopsis
L'histoire de The Witcher suit les histoires liées de trois personnages : Geralt de Riv, un sorceleur, la magicienne Yennefer de Vengerberg et Ciri, la princesse de Cintra.

## Distribution

### Acteurs principaux
- Henry Cavill (VF : Adrien Antoine) (saisons 1 à 3) / Liam Hemsworth (à partir de la saison 4) : Geralt de Riv
- Anya Chalotra (VF : Léopoldine Serre) : Yennefer de Vengerberg[3]
- Freya Allan (VF : Clara Quilichini) : Cirilla « Ciri » Fiona Elen Riannon
- Joey Batey (VF : Martin Faliu) : Jaskier, barde
- Mimi Ndiweni (VF : Aurélie Konaté) : Fringilla Vigo, élève d'Aretuza puis conseillère de Nilfgaard
- Eamon Farren (en) (VF : Marc Arnaud) : Cahir Mawr Dyffryn aep Ceallach, guerrier de Nilfgaard
- Anna Shaffer (VF : Youna Noiret) : Triss Merigold, magicienne conseillère du Roi de Témérie
- Royce Pierreson (VF : Eilias Changuel) : Istredd, magicien érudit
- Wilson Radjou-Pujalte (VF : Kamel Isker) : Dara, elfe
- Mahesh Jadu (en) (V.F : Rody Benghezala puis Nessym Guetat)[note 1] : Vilgefortz de Roggeveen, magicien d'Aretuza
- Mecia Simson (VF : Audrey Sourdive) : Francesca Findabair (depuis la saison 2), leader des elfes
- Graham McTavish (VF : Michel Dodane) : Sigismund Dijkstra (saison 3, récurrent saison 2), conseiller du Roi de Rédanie
- Cassie Clare (VF : Déborah Claude) : Philippa Eilhart (saison 3, invitée saison 2), magicienne et conseillère du Roi de Rédanie
- Hugh Skinner (VF : Yoann Sover) : Radovid (saison 3), prince puis Roi de Rédanie
- Bart Edwards (en) (VF : Guillaume Lebon) : Duny / Emhyr var Emreis (saison 3, invité saisons 1 et 2)

Photos des acteurs principaux
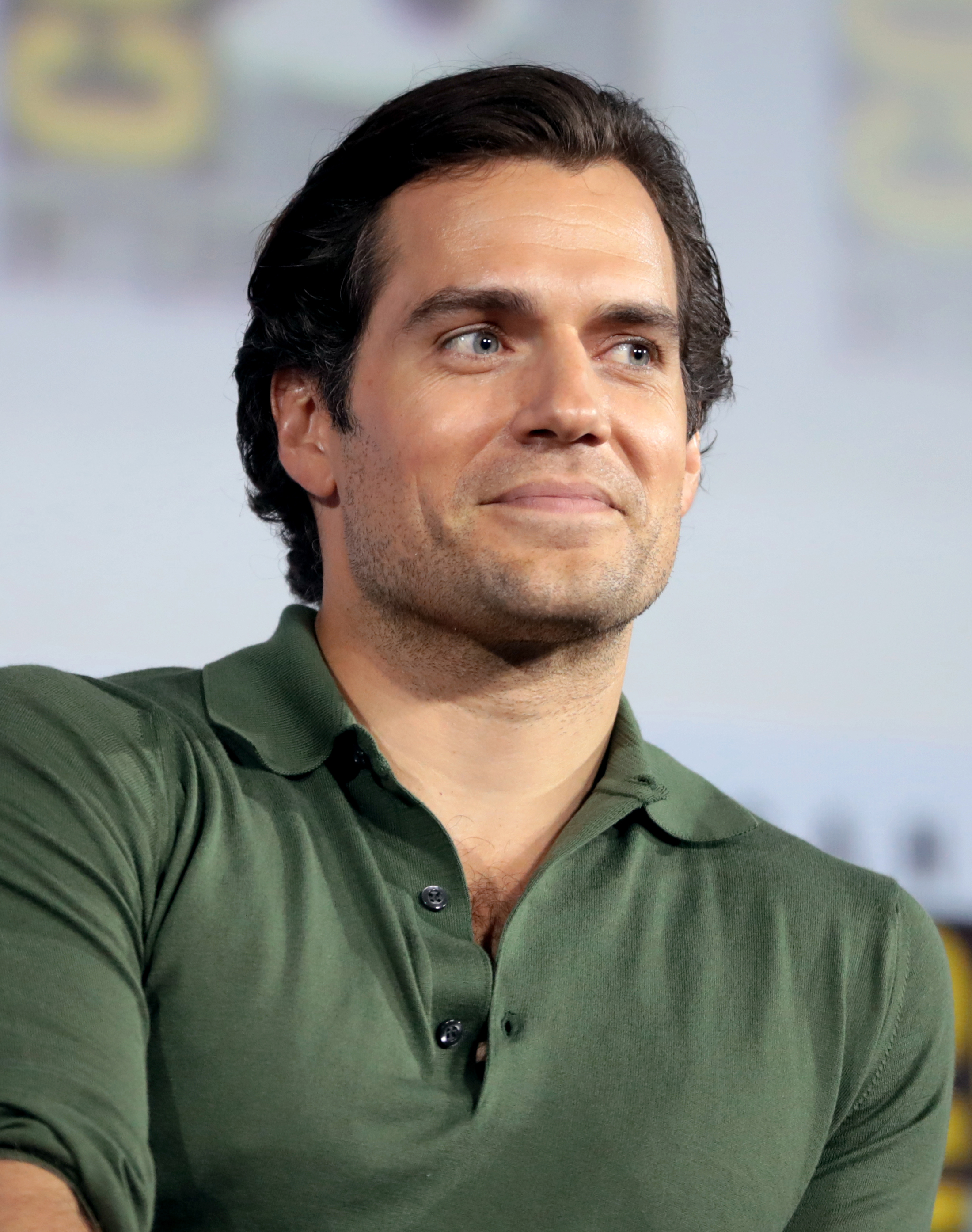
Henry Cavill interprète Geralt.
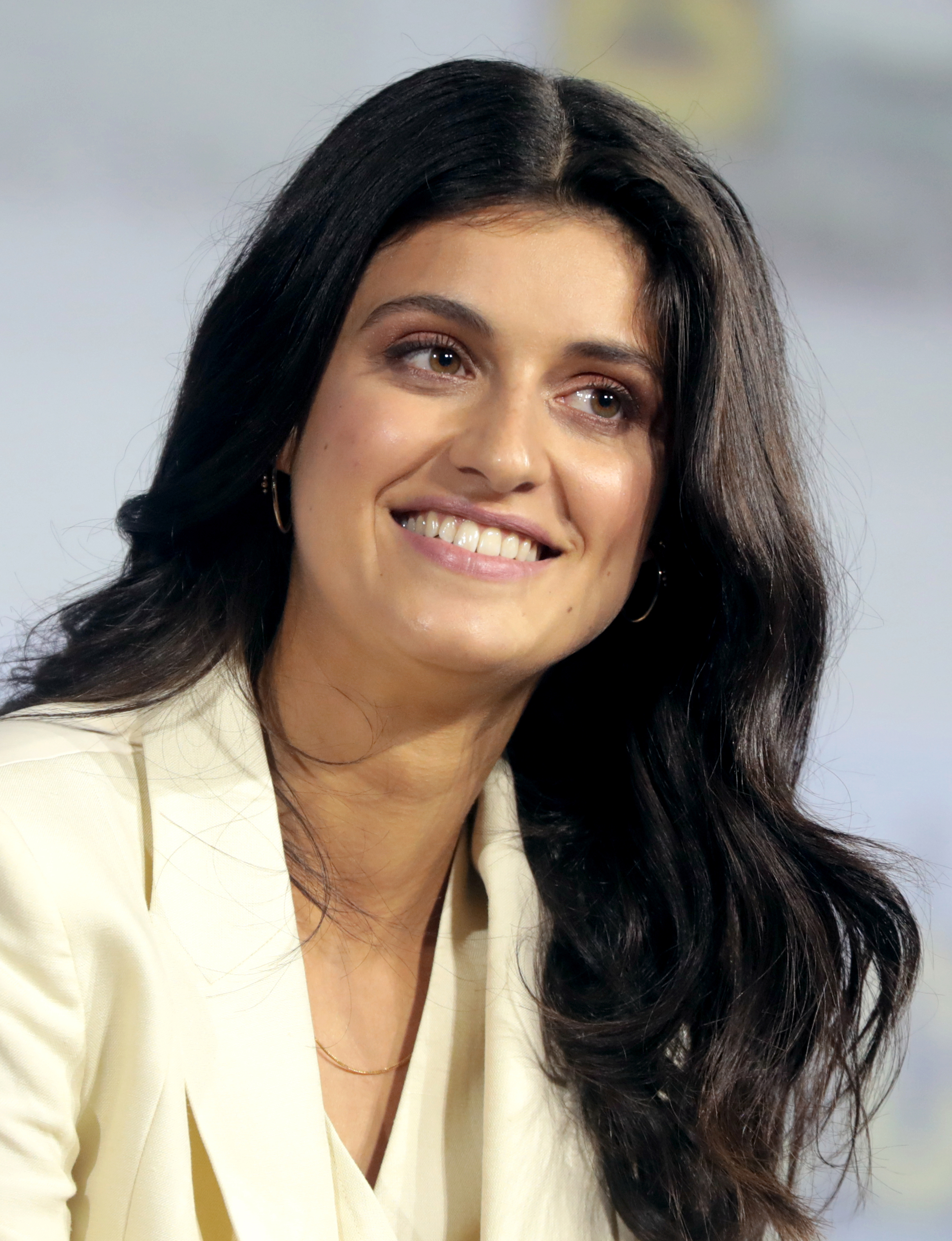
Anya Chalotra interprète Yennefer.
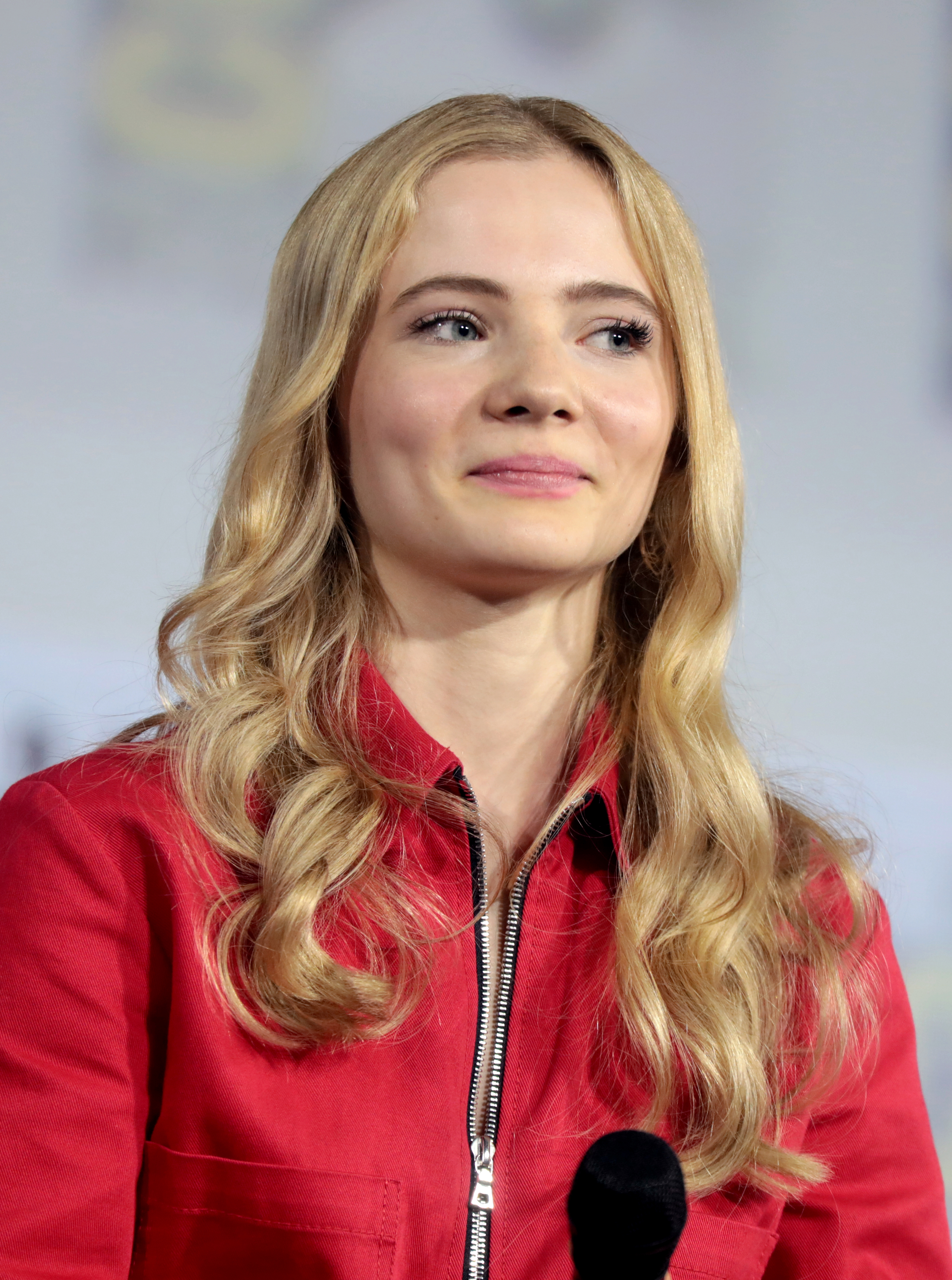
Freya Allan interprète Ciri.
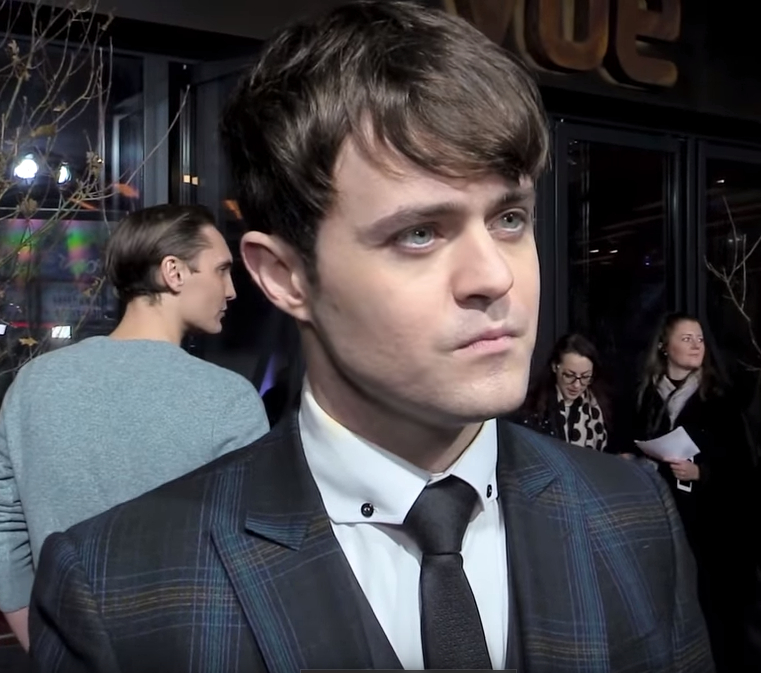
Joey Batey interprète Jaskier.
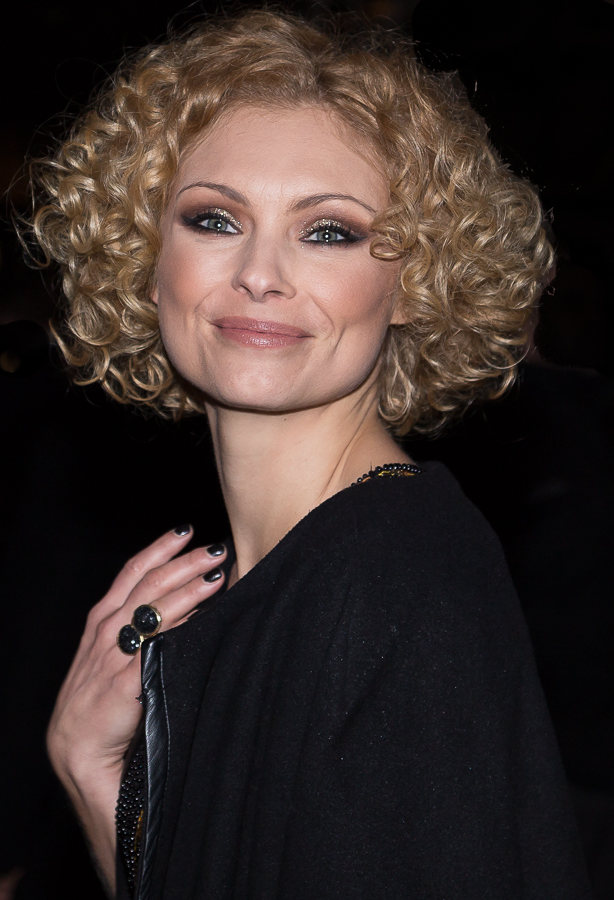
MyAnna Buring interprète Tissaia.
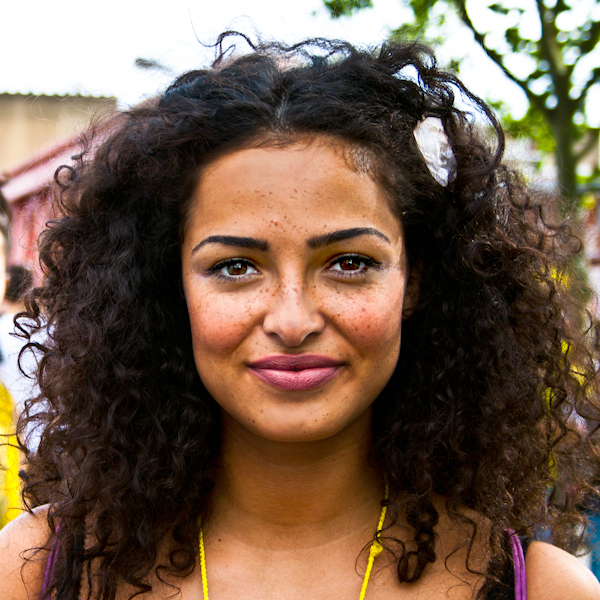
Anna Shaffer interprète Triss.

### Anciens acteurs principaux
- MyAnna Buring (VF : Angèle Humeau) : Tissaia de Vries (saisons 1 à 3), rectrice d'Aretuza
- Kim Bodnia (VF : Serge Biavan) : Vesemir (saison 2), chef des Sorceleurs
- Tom Canton (VF : Pierre Tessier) : Filavandrel (invité saison 1, saison 2 à 3), elfe et mari de Francesa

### Acteurs récurrents
- Therica Wilson-Read (VF : Aude Saintier) : Sabrina Glevissig (saisons 1 et 3, invitée saison 2), apprentie puis magicienne à Aretuza
- Josette Simon : Eithné (invité saison 1, saison 3),  leader des Dryades
- Rochelle Rose : Margarita Laux-Antille (saison 3), membre de la confrérie des Sorciers d'Aretuza
- Safiyya Ingar : Keira Metz (saison 3), sorcière de Témérie qui rejoint la confrérie
- Michalina Olszańska : Marti Södergren (saison 3), membre de la confrérie des Sorciers d'Aretuza
- Meng'er Zhang : Milva (saison 3), archère qui a rejoint les Dryades
- Catherine McCormack : Anika (saison 3), druidesse amie de la mère de Geralt
- Dempsey Bovell : Otto Dusan (saison 3), loup-garou vivant avec Anika, ami de Géralt
- Frances Pooley : Teryn (saison 3), jeune magicienne mi-elfe sauvée par Géralt
- Cal Watson : Eva (saison 3), amant et homme de main de Philippa
- Les Rats : (saison 3)
  - Ben Radcliffe : Giselher, leader
  - Christelle Elwin : Mistle
  - Fabian McCallum : Kayleigh
  - Aggy K. Adams : Iskra
  - Connor Crawford : Aske
  - Juliette Alexandra : Reef
- Lawrence Fishburne : Regis (saison 4), un vampire barbier-chirurgien au passé mystérieux
- Sharlto Copley : Leo Bonhart (saison 4), un chasseur de primes
- Danny Woodburn : Zoltan Chivay (saison 4), un nain et ami de Geralt
- James Purefoy : Stefan Skellen (saison 4), un espion et conseiller de l'empereur Emhyr var Emreis

### Anciens acteurs récurrents
- Jodhi May (VF : Hélène Bizot) : la reine Calanthe (saisons 1 et 2), grand-mère de Ciri
- Björn Hlynur Haraldsson (VF : Xavier Fagnon) : le roi Eist Tuirseach (saison 1), époux de Calanthe
- Adam Levy (en) (VF : Gilduin Tissier) : Sac-à-Souris (saison 1, invité saison 2), magicien et protecteur de Ciri
- Lars Mikkelsen (VF : Franck Capillery) : Stregobor (saison 1 à 3), membre de la confrérie des Sorciers d'Aretuza
- Terence Maynard (VF : Jean Paul Pitolin) : Artorius Vigo (saison 1 à 3), membre de la confrérie des Sorciers d'Aretuza
- Judit Fekete (VF : France Renard) : Vanielle de Brugge (saison 1), membre de la confrérie des Sorciers d'Aretuza
- Jim Caesar : Atlan Kerk (saison 1), membre de la confrérie des Sorciers d'Aretuza
- Rhianna McGreevy : Coral/Lytta Neyd (saison 1), membre de la confrérie des Sorciers d'Aretuza
- Paul Bullion (VF : Laurent Gris) : Lambert (saison 2)
- Yasen Atour (VF : Baptiste Marc) : Coën (saison 2)
- Ania Marson (VF : Blanche Ravalec) : Voleth Meir (saison 2), sorcière de la mort
- Kaine Zajaz (VF : Rémi Caillebot) : Gage (saison 2, invité saison 3), elfe et frère de Francesca
- Ed Birch (VF : Benjamin Gasquet) : le roi Vizimir de Rédanie (saisons 2 et 3)
- Chris Fulton (saison 2) /  Sam Woolf (saison 3) (VF : Julien Allouf) : Rience (saisons 2 et 3), assassin à la solde de la Flamme Blanche
- Aisha Fabienne Ross (VF : Claire Baradat) : Lydia van Bredevoort (saisons 2 et 3), magicienne servant la Flamme Blanche
- Simon Callow : Ellis Codringher (saisons 2 et 3), détective privé et associé de Fenn
- Liz Carr : Fenn (saisons 2 et 3), détective privé et associé de Codringher
- Robbie Amell (VF : Anatole de Bodinat) : Gallatin (saison 3), elfe rebelle
- Tracy-Ann Oberman : Reine Edwige de Rédanie (saison 3)
- Ryan Hayes : Artaud Terranova (saison 3), membre de la confrérie des Sorciers d'Aretuza
- Philip Philmar :  Gerhart of Aelle (saison 3), membre de la confrérie des Sorciers d'Aretuza
- Harvey Quinn : Radcliffe of Oxenfurt (saison 3), doyen de la confrérie des Sorciers d'Aretuza
- Poppy Almond : Bianca d'Este (saison 3), membre de la confrérie des Sorciers d'Aretuza
- Beau Holland : Vespula (saison 3), concubine de Jaskier

 Source et légende : version française (VF) sur RS Doublage

## Production

Publicité sur un GT8N tram polonais

### Genèse et développement
Deux premières adaptations cinématographiques de la série littéraire sont créées en Pologne au début des années 2000. La première est proposée à la télévision polonaise en 2001 : Wiedźmin (Le Sorceleur en français), réalisée par Marek Brodzki avec Michał Żebrowski dans le rôle de Geralt, se base sur l'intrigue de la série littéraire. Une série télévisée de treize épisodes reprenant la même équipe technique est diffusée l'année suivante, et jette le discrédit sur le film, l'opinion générale considérant que celui-ci n'est qu'une version raccourcie de la série.
Au milieu des années 2010, le succès international du troisième volet des jeux dérivés du Sorceleur remet dans la lumière un projet de série télévisée basée sur les livres, qui avait reçu en octobre 2014 une subvention de l'Institut Polonais du Film. C'est le studio Platige Image, déjà responsable de toutes les cinématiques et de certaines bandes-annonces des jeux de CD Projekt Red, qui mène l'initiative, en co-production avec Netflix. Le lien avec les jeux polonais s'arrête cependant là ; la série télévisée vise à adapter la série de livres et n'a aucun lien scénaristique avec les jeux,.
La série, en préproduction en 2018, reçoit notamment des critiques de la part de fans à la suite d'une annonce de casting émanant de Netflix. Le géant américain de production et de distribution de contenus audiovisuels annonce en effet rechercher une jeune fille d'origine asiatique ou africaine pour jouer Ciri. L'histoire se basant sur le folklore polonais, l'annonce provoque des réactions mitigées chez certains fans.
Netflix a annoncé une deuxième saison le 13 novembre 2019, dont la production devrait commencer à Londres début 2020, pour une sortie le 17 décembre 2021.
Le 25 septembre 2021, la série est renouvelée pour une troisième saison.
Le 29 octobre 2022, la série est renouvelée pour une quatrième saison prévue en 2024 et qui se fera sans Henry Cavill en tant que Geralt de Riv, remplacé par Liam Hemsworth.
Le 18 avril 2024, Netflix annonce que la série est renouvelée pour une cinquième et dernière saison,.

### Écriture
La première saison a été racontée de manière non linéaire, ce qui, selon l'auteur-producteur Lauren Schmidt Hissrich, était inspiré du film Dunkerque de Christopher Nolan en 2017. Hissrich a également déclaré que Yennefer et Cirilla avaient davantage d'importance pour permettre aux téléspectateurs de mieux les comprendre, en montrant leurs antécédents, leurs motivations, leur parcours et leurs complications. Pour la deuxième saison, Hissrich a déclaré que l'histoire s'appuierait sur les fondations de la première saison, devenant plus ciblée et que les personnages interagiraient plus fréquemment.

### Attribution des rôles
En septembre 2018, il est annoncé que Henry Cavill jouera le sorceleur Geralt de Riv,. En octobre 2018, les rôles de Ciri et Yennefer sont annoncés et seront campés par les actrices Freya Allan et Anya Chalotra. Elles sont rejoints par Jodhi May, Björn Hlynur Haraldson, Adam Levy (en), MyAnna Buring, Mimi Ndiweni, Therica Wilson-Read et Millie Brady dans les rôles respectifs de la reine Calanthe, du roi Eist, du druide Sac-à-Souris, Tissaia de Vries, Fringilla, Sabrina et la princesse Renfri. Le rôle de Marilka, pour lequel Freya Allan avait auditionné au départ, revient à Mia McKenna-Bruce. L'actrice Emma Appleton remplace Millie Brady dans le rôle de la princesse Renfri.

### Personnages principaux

#### Geralt de Riv
Geralt est un sorceleur, un mercenaire tueur de monstres, qui a été livré enfant par sa mère à son mentor Vesemir. Il a subi d'horribles mutations pour le rendre plus fort, plus rapide et plus résistant que les humains. Il en a gardé des iris jaunes et une chevelure blanche. Les sorceleurs ont la réputation de ne pas ressentir d'émotions humaines, mais les sentiments que Geralt semble avoir pour Renfri puis pour Yennefer tendent à montrer le contraire. Plus tard dans la saison 2, il devient un père pour Ciri (son enfant surprise). Elle devient sa raison de vivre.

#### Yennefer de Vengerberg
Elle a grandi au milieu des cochons, battue par l'homme qui l'a élevée car son vrai père était à moitié elfique. Elle est bossue, a la mâchoire de travers, des cheveux crépus et des yeux violets. Les sang-mêlés humain/elfe sont des parias et elle est constamment insultée. Elle restera toujours marquée par son enfance et cherchera à tout prix le pouvoir et la beauté. Mais elle se rend compte que le prix de la beauté n'en valait pas la peine. Ce qu'elle voulait vraiment, c'était compter pour quelqu'un. Elle sera prête à tout pour retrouver la fertilité mais un dragon doré lui apprendra que c'est impossible. Sa magie ne se révèle pas très prometteuse car elle bride son chaos sur les ordres de Tissaia et parce que sa vie l'ennuie, jusqu'à la bataille de Sodden.

#### Ciri de Cintra
Le Lionceau de Cintra, petite-fille de la reine Calanthe, qui l'a élevée après la mort de ses parents. Elle échappe au massacre de la ville. Sa grand-mère, avant de mourir, lui apprend qu'elle doit rechercher Geralt de Riv (elle lui est promise par une loi antique de Cintra, le droit de surprise).

#### Jaskier
Le barde, souriant et jovial, dont le caractère est radicalement opposé à celui de Geralt, qui affirme le détester mais le tire souvent de mauvais pas.

#### Tissaia
Elle est la rectrice d'Aretuza qui se montre très dure avec ses élèves. Elle appellera longtemps Yennefer "petit porcelet" en référence à sa vie chez ses parents. Elle prône la magie équilibrée, chaque action positive doit entraîner une action négative. Elle estime que la fertilité est incompatible avec les prérogatives des magiciennes, qui ne vieillissent pas, et dont le physique est refaçonné artificiellement avec leur propre utérus. Elle considère que la transmission de l'héritage passe par la formation des jeunes magiciennes.

#### Fringilla
Elle entre à Aretuza en même temps que Yennefer. Elle parait très timide pendant sa formation, ce qui la rend peu crédible pour le défi de redresser le Royaume de Nilfgaard. Elle est écartée du Royaume d'Aedirn par l'empereur lui-même qui préfère le charisme de Yennefer. À Nilfgaard, elle se révèle une magicienne redoutable et sans scrupules, pratiquant la démonologie et la magie sans restriction.

#### Triss Merigold
Une magicienne spécialisée dans la magie de la nature et conseillère du roi Foltest de Témérie. Elle assiste Géralt dans une quête et rejoint par la suite ses sœurs à Aretuza pour défendre le Nord. Elle survivra malgré une grave brûlure. Elle tente par la suite d'apprendre la magie à Ciri. Elle revient à Aretuza pour former les nouvelles magiciennes et s'inquiète de la disparition de certaines élèves. Elle enquêtera avec Istredd sur un supposé traître au conseil.

### Tournage
Le tournage de la première saison a lieu en Europe de l'Est. Il débute en Hongrie, en novembre 2018.
En décembre 2019, il est annoncé que le tournage de la deuxième saison débutera le 17 février 2020 en Hongrie. D'autres lieux sont également utilisés, comme la commune de Sighișoara (Roumanie), que l'on peut apercevoir dans l'épisode 4. La seconde saison est également filmée à Londres pour quelques scènes en intérieur. Le tournage s'achève en avril 2021.
Le 4 avril 2022, le compte Twitter officiel de la série annonce que le tournage de la saison 3 a démarré. Celui-ci s'interrompt fin juillet 2022 pendant plusieurs jours, car l'acteur Henry Cavill aurait contracté le Covid-19. Il s'achève le 9 septembre 2022.
Le tournage de la 4e saison à venir avec Liam Hemsworth aurait démarré le 18 avril 2024.

## Sortie
En avril 2019, Ted Sarandos (en) de Netflix a déclaré aux investisseurs lors d'un appel de résultats que la série serait publiée fin 2019. Netflix a publié le premier teaser de la série au San Diego Comic-Con le 19 juillet 2019. La première bande-annonce complète a été révélée à Lucca Comics and Games le 31 octobre 2019. Netflix a publié une dernière bande-annonce le 12 décembre 2019.

## Fiche technique
Sauf indication contraire, les informations mentionnées dans cette section peuvent être confirmées par la base de données cinématographiques IMDb,  présente dans la section « Liens externes ».
- Titre original et français : The Witcher
- Réalisation : Alik Sakharov, Charlotte Brändström, Alex Garcia Lopez et Marc Jobst
- Scénario : Lauren Schmidt Hissrich, d'après la série littéraire Le Sorceleur de Andrzej Sapkowski
- Casting : Katalin Baranyi, Katharina Hfmann, Eugenia Betancor, Karolina Kosiba et Kàlmàn Burai
- Musique : Sonya Belousova et Giona Ostinelli (saison 1), Joseph Trapanese (saisons 2-3)
- Direction artistique : Chloe Kletsa, Keith Pain, Rafal Sadowy, János Szárnyas, Zoltán Sárdi, Justin Warburton-Brown et Mark Larkin.
- Décors : Naomi Moore
- Costumes : Tim Aslam
- Photographie : Jean-Philippe Gossart et Gavin Struthers
- Son : Tamás Dévényi
- Montage : Liana Del Giudice, Nick Arthurs, Jean-Daniel Fernandez-Qundez et Xavier Russell
- Production : Mike Ostrowski
  - Coproduction : Steve Gaub, Ildiko Kemeny et David Minkowski
  - Production déléguée : Tomasz Baginski, Jason F. Brown, Sean Daniel, Simon Emanuel, Kathy Lingg, Alik Sakharov, Jarek Sawko et Lauren Schmidt
- Sociétés de production : Platige Image (en), One of Us, Stillking Films et Cinesite (en)
- Société de distribution : Netflix
- Pays d’origine :  États-Unis
- Langue originale : anglais
- Format : couleur (Technicolor) - 2.00:1 - son Stéréo - Ultra HD
- Genres : drame, fantasy, médiéval
- Durée : 60 minutes
- Classification :
  -  États-Unis : TV-MA (Déconseillés aux moins de 17 ans)
  -  France : Déconseillé aux moins de 16 ans

## Épisodes

### Première saison (2019)
La première saison adapte les événements des deux premiers livres Le Dernier Vœu et L'Épée de la providence, qui contiennent des nouvelles dont les événements sont antérieurs à l'histoire principale.
1. Le début de la fin (The End's Beginning)
2. Quatre Marks (Four Marks)
3. Lune de trahison (Betrayer Moon)
4. Des banquets, des bâtards et des obsèques (Of Banquets, Bastards and Burials)
5. Désirs inassouvis (Bottled Appetites)
6. Espèces rares (Rare Species)
7. Avant la chute (Before A Fall)
8. Bien plus (Much More)

### Deuxième saison (2021)
La deuxième saison adapte le troisième livre Le Sang des elfes qui marque de début de l'histoire principale, ainsi que la nouvelle Un grain de vérité issue du premier livre Le Dernier Vœu.
En novembre 2019, la série est renouvelée pour une deuxième saison prévue pour 2021. Le tournage de la saison 2 débute en février 2020 mais est stoppé quelques mois après, en raison de la Pandémie de Covid-19. Il reprend en août 2020 pour être à nouveau arrêté en novembre 2020 à la suite d'une blessure de l'acteur Henry Cavill et à des cas déclarés de Covid-19 au sein de la production. Le tournage recommence alors en janvier 2021 pour être définitivement terminé en avril 2021, comme l'ont annoncé Lauren Schmidt Hissrich et Henry Cavill[réf. nécessaire].
1. Un soupçon de vrai (A Grain of Truth)
2. Kaer Morhen (Kaer Morhen)
3. Ce qui est perdu (What is Lost)
4. Intelligence Redanienne (Redanian Intelligence)
5. Tourne le dos (Turn Your Back)
6. Cher ami (Dear Friend)
7. Voleth Meir (Voleth Meir)
8. La famille (Family)

### Troisième saison (2023)
Le 25 septembre 2021, la série est renouvelée pour une troisième saison. En 2022, il est annoncé que Henry Cavill quitte la production à l'issue de cette saison, et que Liam Hemsworth reprendra le rôle de Geralt de Riv à partir de la saison 4. Elle est mise en ligne en deux parties : 5 épisodes le 29 juin 2023, puis 3 épisodes le 27 juillet 2023.
1. Shaerrawedd (Shaerrawedd)
2. Séparation (Unbound)
3. Retrouvailles (Reunion)
4. L'Invitation (The Invitation)
5. L'Art de l'illusion (The Art of Illusion)
6. Stratégie et riposte (Everybody Has a Plan 'til They Get Punched in the Face)
7. De mal en pis (Out of the Fire, Into the Frying Pan)
8. Le prix du chaos (The Cost of Chaos)

## Accueil

### Réception critique
Le site Web de l'agrégateur d'avis Rotten Tomatoes a rapporté une note d'approbation de 67 % pour la première saison avec une note moyenne de 5,6/10, basée sur 62 avis. Le consensus critique du site Web se lit comme suit : « Le monde de The Witcher ne se sent toujours qu'à moitié formé lorsqu'il galope sur les écrans, mais Henry Cavill apporte un charisme musclé à une série regorgeant d'éléments fantastiques subversifs et d'humour noir. », Metacritic qui utilise une moyenne pondérée, a attribué un score de 53 sur 100 sur la base de 15 critiques à la saison, indiquant « des critiques mitigées ou moyennes ».

### Audiences
Selon Parrot Analytics, quand la série fait ses débuts aux États-Unis le 20 décembre 2019, elle est la troisième série de streaming originale la plus « demandée » derrière Stranger Things et The Mandalorian. Le processus de Parrot mesure l'expression de la demande : son principe de mesure de la demande de télévision normalisé à l'échelle mondiale reflète le désir, l'engagement et l'audience générés par une série. Le 31 décembre 2019, Parrot Analytics prévoit qu'elle deviendra la série télévisée la plus demandée au monde, sur toutes les plateformes.
Le 30 décembre 2019, Netflix publie un certain nombre de listes officielles, dont celle des séries les plus populaires de 2019 : The Witcher est classé deuxième série la plus vue sur le marché américain. Le 21 janvier 2020, Netflix annonce que la première saison a été vue par plus de 76 millions de téléspectateurs sur son service, au cours de son premier mois de diffusion. Netflix a alors récemment changé sa mesure d'audience, comptant 70 % d'un épisode pour un visionnage sous le précédent système et seulement deux minutes pour un visionnage sous le nouveau. Cette nouvelle mesure donne des chiffres d'écoute 35 % plus élevés en moyenne que la précédente. Les 76 millions de vues au cours de son premier mois sur la base de la nouvelle mesure (au moins deux minutes ou plus) sont les plus importantes pour un lancement de la série Netflix depuis l'introduction de la nouvelle mesure d'audience.

## Produits dérivés

### Série télévisée
The Witcher: Blood Origin est une seconde série annoncée par Netflix le 27 juillet 2020. C'est un spin-off de la première série dont elle est le préquel et se déroule 1200 ans auparavant. Blood Origin décrira la création du premier sorceleur, ainsi que les événements menant à la Conjonction des Sphères. Le préquel explorera également l'ancienne civilisation elfique avant son déclin. Dans cette série, Joey Batey reprend son rôle de Jaskier dans deux épisodes.

### Film d'animation
Un film d'animation, The Witcher : Le Cauchemar du loup est sorti le 23 août 2021. C'est un spin-off de la série produite par Netflix, dont l'histoire relate le passé de Vesemir, le mentor de Geralt.